# Дженніфер Капріаті
Дже́нніфер Марі́я Капріа́ті (англ. Jennifer Maria Capriati; нар. 29 березня 1976, Нью-Йорк, США) — американська тенісистка, триразова переможниця турнірів Великого шолома, олімпійська чемпіонка, колишня перша ракетка світу.
Успіхи прийшли до Капріаті дуже рано, але потім виникла криза, пов'язана зі зловживанням наркотиками. Спортсменці вдалося подолати її, і вона знову стала провідною тенісисткою світу. 2012 року її зараховано до Міжнародної зали тенісної слави.

## Огляд кар'єри
Талант Капріаті розкрився дуже рано. Вона стала наймолодшою тенісисткою, яка перемогла на юніорському «Ролан-Гарросі» у 1989, (рекорд пізніше побитий Мартіною Гінгіс).
Кар'єра Капріаті в професійному тенісі почалася в 13 років і 11 місяців на турнірі Бока Ратонт. Вона виграла у чотирьох суперниць, серед яких була і Гелена Сукова, і пробилася до фіналу, де програла Габріелі Сабатіні, ставши таким чином наймолодшою фіналісткою в історії професійного жіночого тенісу. Свій рекорд вона повторює декілька тижнів опісля в Ільтон-Іді, де програє Мартіні Навратіловій. Бали, отримані на цих турнірах, відразу піднімають її на 24-е місце. На Ролан-Гарросі вона стає наймолодшою півфіналісткою в турнірах Великого шолома і підіймається на 13-е місце рейтингу. На турнірі в Пуерто-Рико вона вперше в своїй професійній кар'єрі виграє турнір і входить в першу десятку світового рейтингу. Вона бере участь у Мастерсі, де вона була розгромлена Штеффі Граф.
У 1991 вона починає з перемог у Торонто і Сан-Дієґо, і одиночному розряді, наступний турнір в Римі вона виграла в парі з Монікою Селеш, єдиний турнір у парі в її кар'єрі. У 1992 вона добивається повторної перемоги в Сан-Дієґо і завойовує золоту медаль на XXV Олімпійських іграх в Барселоні, розгромивши Штеффі Граф у фіналі. Вона стає потім наймолодшим гравцем, який завоював мільйон доларів на професійних турнірах (рекорд, побитий пізніше Мартіною Хінгіс).
У 1993 вона завойовує титул в Сіднеї, після якого почався занепад в її кар'єрі, через погані відносини з батьком і надмірну активність на професійних турнірах. У 1995 з'явилися новини про пристрасть Дженніфер до наркотиків.
Після 15 місяців Дженніфер у 1996, знову почала виступи в професійному тенісі, насилу але їй вдається досягти фіналу до Чикаго і перемоги в Fed Cap. Але у неї все ж таки продовжуються численні рецидиви. У 1999 знову повернувшись після лікування на корт, вона заявилася на гру в Страсбурзі, де виграла цей турнір в одиночному розряді, вона також перемагає у фіналі турніру у Квебеку.
2000 вона пробивається у півфінал Australian Open (через 9 років після останнього аналогічного досягнення на US Open). Потім досягає успіху на турнірі у Люксембурзі і в FedCup.
2001-й — її найкращий рік, вона завойовує дві перемоги в турнірах Великого шолома (Autralian Open і Ролан-Гаррос), а так само виграє турнір в Чарльстоні.
У 2002-му вона повторно перемагає на Autralian Open, остання її перемога відбулася на турнірі в Нью-Гейвені (Коннектикут), в 2003.
Загалом за свою кар'єру Капріаті здобула 14 титулів WTA в одиночному розряді і один титул в парі.

## Фінали турнірів Великого шолома

### Перемоги (3)
| Рік  | Турнір              | Противник      | Рахунок         |
| 2001 | Australian Open     | Мартіна Хінгіс | 6-4, 6-3        |
| 2001 | French Open         | Кім Кляйстерс  | 1-6, 6-4, 12-10 |
| 2002 | Australian Open (2) | Мартіна Хінгіс | 4-6, 7-6, 6-2   |

## Фінали турнірів WTA

### Одиночний розряд (14 титулів, 17 поразок)
| Легенда                              |
| ------------------------------------ |
| Турніри Великого шлему турніри (3–0) |
| Olympics (1–0)                       |
| WTA 1000 (Tier I) (2–9)              |
| WTA 500 (Tier II) (3–6)              |
| WTA 250 (Tier III / Tier IV) (5–2)   |

| Результат | В-П   | Дата     | Турнір                                             | Категорія  | Покриття   | Опонент             | Рахунок            |
| --------- | ----- | -------- | -------------------------------------------------- | ---------- | ---------- | ------------------- | ------------------ |
| Поразка   | 0–1   | 1990     | Virginia Slims of Florida, Сполучені Штати Америки | Tier II    | Тверде     | Габріела Сабатіні   | 4–6, 5–7           |
| Поразка   | 0–2   | 1990     | Charleston Open, США                               | Tier I     | Ґрунт      | Мартіна Навратілова | 2–6, 4–6           |
| Перемога  | 1–2   | 1990     | Puerto Rico Open, США                              | Tier IV    | Тверде     | Зіна Гаррісон       | 5–7, 6–4, 6–2      |
| Перемога  | 2–2   | 1991     | Southern California Open, США                      | Tier II    | Тверде     | Моніка Селеш        | 4–6, 6–1, 7–6(7–2) |
| Перемога  | 3–2   | 1991     | Canadian Open, Канада                              | Tier I     | Тверде     | Катарина Малеєва    | 6–2, 6–3           |
| Поразка   | 3–3   | 1991     | Philadelphia Championships, США                    | Tier II    | Килим (i)  | Моніка Селеш        | 5–7, 1–6           |
| Перемога  | 4–3   | 1992     | Теніс на літніх Олімпійських іграх 1992, Іспанія   | Olympics   | Ґрунт      | Штеффі Граф         | 3–6, 6–3, 6–4      |
| Перемога  | 5–3   | Сер 1992 | Southern California Open, США                      | Tier III   | Тверде     | Кончита Мартінес    | 6–3, 6–2           |
| Перемога  | 6–3   | 1993     | Sydney International, Австралія                    | Tier II    | Тверде     | Анке Губер          | 6–1, 6–4           |
| Поразка   | 6–4   | 1993     | Canadian Open, Канада                              | Tier I     | Тверде     | Штеффі Граф         | 1–6, 6–0, 3–6      |
| Поразка   | 6–5   | 1996     | Ameritech Cup, США                                 | Tier II    | Килим (i)  | Яна Новотна         | 4–6, 6–3, 1–6      |
| Поразка   | 6–6   | 1997     | Sydney International, Австралія                    | Tier II    | Тверде     | Мартіна Хінгіс      | 1–6, 7–5, 1–6      |
| Перемога  | 7–6   | Тра 1999 | Internationaux de Strasbourg, Франція              | Tier III   | Ґрунт      | Олена Лиховцева     | 6–1, 6–3           |
| Перемога  | 8–6   | 1999     | Tournoi de Québec, Канада                          | Tier III   | Килим (i)  | Чанда Рубін         | 4–6, 6–1, 6–2      |
| Перемога  | 9–6   | 2000     | Люксембург Open, Люксембург                        | Tier III   | Килим (i)  | Магдалена Малеєва   | 4–6, 6–1, 6–4      |
| Поразка   | 9–7   | 2000     | Tournoi de Québec, Канада                          | Tier III   | Килим (i)  | Чанда Рубін         | 4–6, 2–6           |
| Перемога  | 10–7  | 2001     | Відкритий чемпіонат Австралії з тенісу, Австралія  | Grand Slam | Тверде     | Мартіна Хінгіс      | 6–4, 6–3           |
| Поразка   | 10–8  | 2001     | U.S. National Indoor Championships, США            | Tier III   | Тверде (i) | Моніка Селеш        | 3–6, 7–5, 2–6      |
| Поразка   | 10–9  | 2001     | Miami Open, США                                    | Tier I     | Тверде     | Вінус Вільямс       | 6–4, 1–6, 6–7(4–7) |
| Перемога  | 11–9  | 2001     | Charleston Open, США                               | Tier I     | Ґрунт      | Мартіна Хінгіс      | 6–0, 4–6, 6–4      |
| Поразка   | 11–10 | Тра 2001 | German Open, Німеччина                             | Tier I     | Ґрунт      | Амелі Моресмо       | 4–6, 6–2, 3–6      |
| Перемога  | 12–10 | Тра 2001 | Відкритий чемпіонат Франції з тенісу, Франція      | Grand Slam | Ґрунт      | Кім Клейстерс       | 1–6, 6–4, 12–10    |
| Поразка   | 12–11 | 2001     | Canadian Open, Канада                              | Tier I     | Тверде     | Серена Вільямс      | 1–6, 7–6(9–7), 3–6 |
| Перемога  | 13–11 | 2002     | Australian Open, Австралія                         | Grand Slam | Тверде     | Мартіна Хінгіс      | 4–6, 7–6(8–6), 6–2 |
| Поразка   | 13–12 | 2002     | State Farm Classic, США                            | Tier II    | Тверде     | Серена Вільямс      | 2–6, 6–4, 4–6      |
| Поразка   | 13–13 | 2002     | Miami Open, США                                    | Tier I     | Тверде     | Серена Вільямс      | 5–7, 6–7(4–7)      |
| Поразка   | 13–14 | 2002     | Canadian Open, Канада                              | Tier I     | Тверде     | Амелі Моресмо       | 4–6, 1–6           |
| Поразка   | 13–15 | 2002     | Miami Open, США                                    | Tier I     | Тверде     | Серена Вільямс      | 6–4, 4–6, 1–6      |
| Поразка   | 13–16 | 2003     | Silicon Valley Classic, США                        | Tier II    | Тверде     | Кім Клейстерс       | 6–4, 4–6, 2–6      |
| Перемога  | 14–16 | 2003     | Connecticut Open, США                              | Tier II    | Тверде     | Ліндсі Девенпорт    | 6–2, 4–0, retired  |
| Поразка   | 14–17 | Тра 2004 | Italian Open, Італія                               | Tier I     | Ґрунт      | Амелі Моресмо       | 6–3, 3–6, 6–7(6–8) |

### Парний розряд: 2 (1 титул, 1 поразка)
| Легенда                 |
| ----------------------- |
| WTA 1000 (Tier I) (1–0) |
| WTA 500 (Tier II) (0–1) |

| Фінали by Покриття |
| ------------------ |
| Трава (0–1)        |
| Ґрунт (1–0)        |

| Результат | В-П | Дата     | Турнір                                    | Категорія | Покриття | Партнер      | Опоненти                      | Рахунок  |
| --------- | --- | -------- | ----------------------------------------- | --------- | -------- | ------------ | ----------------------------- | -------- |
| Перемога  | 1–0 | Тра 1991 | Italian Open, Італія                      | Tier I    | Ґрунт    | Моніка Селеш | Ніколь Брадтке Елна Рейнах    | 7–5, 6–2 |
| Поразка   | 1–1 | 2003     | Eastbourne International, Велика Британія | Tier II   | Трава    | Магі Серна   | Ліндсі Девенпорт Ліза Реймонд | 3–6, 2–6 |